# شهرداری آکنیسته
شهرداری آکنیسته (به لاتین: Aknīste Municipality) یک شهرداری در لتونی است.

## خصوصیات
شهرداری آکنیسته ۳٬۳۰۳ نفر جمعیت دارد.